# رولاند امریش
رولاند اِمِریش (به آلمانی: Roland Emmerich) (تلفظ آلمانی: [ˈʁo:lant ˈɛməʁɪç]) (زادهٔ ۱۰ نوامبر ۱۹۵۵) کارگردان، فیلمنامه‌نویس و تهیه‌کننده آلمانی است. او به‌خاطر فیلم‌های علمی تخیلی و فاجعه‌آمیزش به‌طور گسترده‌ای شناخته می‌شود و در صنعت «استاد فاجعه» نامیده می‌شود. فیلم‌های او، که بیشتر آنها تولیدات انگلیسی زبان هالیوودی هستند، بیش از ۳ میلیارد دلار در سرتاسر جهان درآمد به دست آورده‌اند، از جمله کمی بیش از یک میلیارد دلار در ایالات متحده، که او را پانزدهمین کارگردان پردرآمد تمام دوران کشور می‌کند. او کار خود را در صنعت سینما با کارگردانی فیلم اصل کشتی نوح (۱۹۸۴) به عنوان بخشی از پایان‌نامه دانشگاهی خود آغاز کرد و همچنین در سال ۱۹۸۵ به همراه خواهرش شرکت سنتراپلیس انترتایمنت (انگلیسی: Centropolis Entertainment) را تأسیس کرد. همچنین او یک مجموعه دار آثار هنری و یک فعال جنبش‌های اجتماعی دگرباشان جنسی است و آشکارا همجنسگرا است.

## زندگی شخصی
او دارای خانه‌هایی در لس آنجلس، نیویورک، لندن و اشتوتگارت است. او دوست دارد خانه‌هایش را به شیوه‌ای «غیرعادی» که خودش توصیف می‌کند تزئین کند، آنها را با یادگاری‌های کمیاب هالیوود، نقاشی‌های دیواری و پرتره‌های دیکتاتورها و شخصیت‌های کمونیست، و نظامیان جنگ جهانی دوم تزئین کند.
مجموعه گسترده آثار هنری امریش شامل تابلویی از عیسی مسیح است که در هنگام مصلوب شدن،
تی شرتی به سبک کاترین همنت پوشیده‌است، عکس‌های از آثار الیسون جکسون از پرنسس دایانا که به نظر می‌رسد حرکات زشت و ناپسند انجام می‌دهد و درگیر اعمال جنسی می‌شود. یک مجسمه مومی از پاپ ژان پل دوم که در حال خواندن مراسم ترحیم خود می‌خندد، و یک تصویر فتوشاپ شده از محمود احمدی‌نژاد، رئیس‌جمهور سابق ایران را در حالت هم‌جنس‌کامگی دارد.

## جوایز

### روز استقلال
- نامزد جایزه تمشک طلایی بدترین نوشته
- نامزد جایزه ام‌تی‌وی برای بهترین فیلم
- نامزد جایزه هوگو برای بهترین ارائه نمایشی
- برنده جایزه ساترن بهترین کارگردانی
- برنده جایزه انتخاب کودکان برای فیلم مورد علاقه

گودزیلا (۱۹۹۸)
- برنده جایزه تمشک طلایی برای بدترین بازسازی یا دنباله (گودزیلا (۱۹۹۸))
- نامزد جایزه تمشک طلایی بدترین کارگردانی
- نامزد جایزه تمشک طلایی بدترین فیلم
- نامزد جایزه تمشک طلایی بدترین فیلم‌نامه
- برنده جایزه ساترن بهترین جلوه‌های ویژه
- نامزد جایزه ساترن بهترین کارگردانی
- نامزد جایزه ساترن بهترین فیلم فانتزی

دو هزار و دوازده (۲۰۰۹)
- نامزد جایزه ساترن بهترین فیلم اکشن و حادثه‌ای

## آثار کارگردانی
- اصل کشتی نوح (۱۹۸۴)
- جویی (۱۹۸۵)
- هیولای هالیوود (۱۹۸۷)
- ماه ۴۴ (۱۹۹۰)
- سرباز جهانی (۱۹۹۲)
- دروازه ستارگان (۱۹۹۴)
- روز استقلال (۱۹۹۶)
- گودزیلا (۱۹۹۸)
- میهن‌پرست (۲۰۰۰)
- روز پس از فردا (۲۰۰۴)
- ۱۰۰۰۰ سال پیش از میلاد (۲۰۰۸)
- ۲۰۱۲ (۲۰۰۹)
- گمنام (۲۰۱۱)
- سقوط کاخ سفید (۲۰۱۳)
- دیوار سنگی (۲۰۱۵)
- روز استقلال ۲: بازخیز (۲۰۱۶)
- میدوی (۲۰۱۹)
- سقوط ماه (۲۰۲۲)